# Látky
Látky é um município da Eslováquia, situado no distrito de Detva, na região de Banská Bystrica. Tem 45,74 km² de área e sua população em 2018 foi estimada em 577 habitantes.

## Demografia
| Ano:        | 1994 | 2004    | 2014   | 2024   |
| ----------- | ---- | ------- | ------ | ------ |
| Broj ljudi: | 732  | 582     | 569    | 537    |
| Razlika:    |      | -20,49% | -2,23% | -5,62% |

| Ano:               | 2023 | 2024   |
| ------------------ | ---- | ------ |
| Número de pessoas: | 543  | 537    |
| Diferença:         |      | -1,10% |